# Alte Rosen
Alte Rosen, auch „historische Rosen“, sind eine Rosenklasse und gehören zu den am längsten kultivierten Garten-Rosen.

## Definition
Die offizielle Definition versteht darunter nur jene Rosensorten, deren Rosenklasse bereits vor 1867 in Kultur war. Diese Definition wurde vom Classification Committee und vom Old Garden Rose Committee der American Rose Society und vom Vorstand der ARS gebilligt.
Im Jahre 1867 wurde die „erste“ Teehybride, die Sorte 'La France', eingeführt. Alle Klassen, die vor diesem Zeitpunkt bereits bestanden, werden als „alte Gartenrosen“ eingestuft, selbst wenn einzelne Sorten erst später entstanden; wichtig ist nur, dass die Merkmale der Klasse klar ausgeprägt sind. Es wurden auch nach 1867 „alte Rosen“ neu gezüchtet, diese durch Kreuzung bereits vorhandener „alter Rosen“.

## Einteilung der Rosenklassen

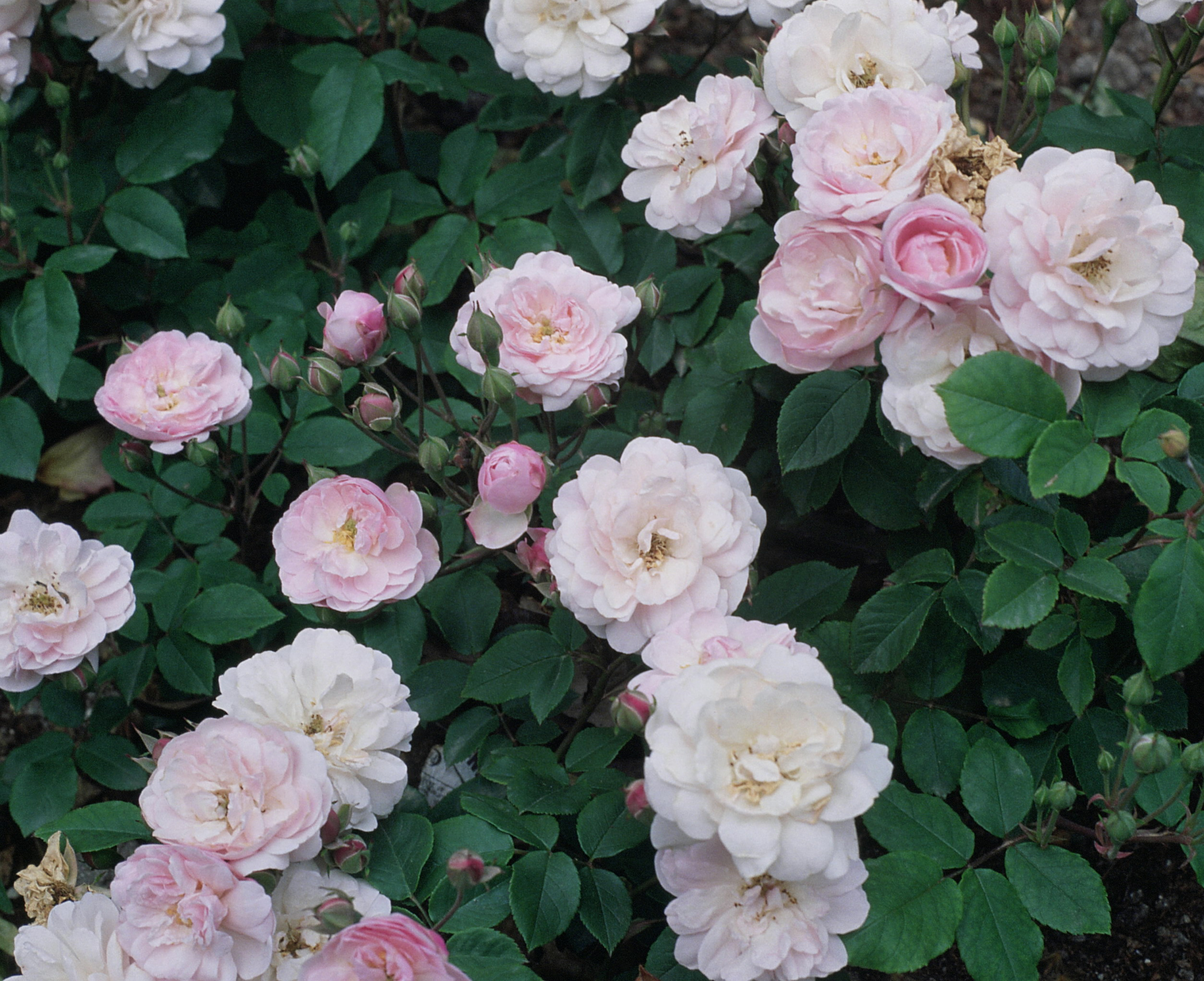
Die Noisette-Rose 'Blush Noisette', Noisette 1814

### Alte Rosen

#### Alte Rosen europäischer Herkunft
Hier finden sich nur einmalblühende Rosen.
- Gallicarosen
- Albarosen (vor 1800)
- Damaszenerrosen
- Zentifolienrosen
- Moosrosen
- Wildrosen

#### Alte Rosen mit Einfluss der Chinarosen
Diese Rosen besitzen bereits die Eigenschaft im Spätsommer/Frühherbst noch ein zweites Mal zu blühen (Nachblüte).
- Noisetterosen (1817)
- Bourbonrosen
- Portlandrosen (1817)
- Teerosen (1833)
- Boursaultrosen (1792 oder 1812)
- Rosa foetida Hybriden (1837)
- Remontantrosen (1837)
- Bibernellrose einschließlich der Hybriden von Kordes (1932)
- Chinarosen (vor 1819)

### Moderne Rosen
Nicht als „alte“ Rosen gelten:
- Teehybriden (seit 1867)
- Floribundarose
- Grandiflora-Rosen
- Polyantharosen
- Rosa-Moschata-Hybriden,
- Rosa-Rubiginosa-Hybriden (1894)
- Rosa-Rugosa-Hybriden
- Rosa-Multiflora-Hybriden
- Rosa-Wichuraiana-Hybriden
- Rosa-Kordesii-Hybriden
- moderne Strauchrosen

## Geschichte

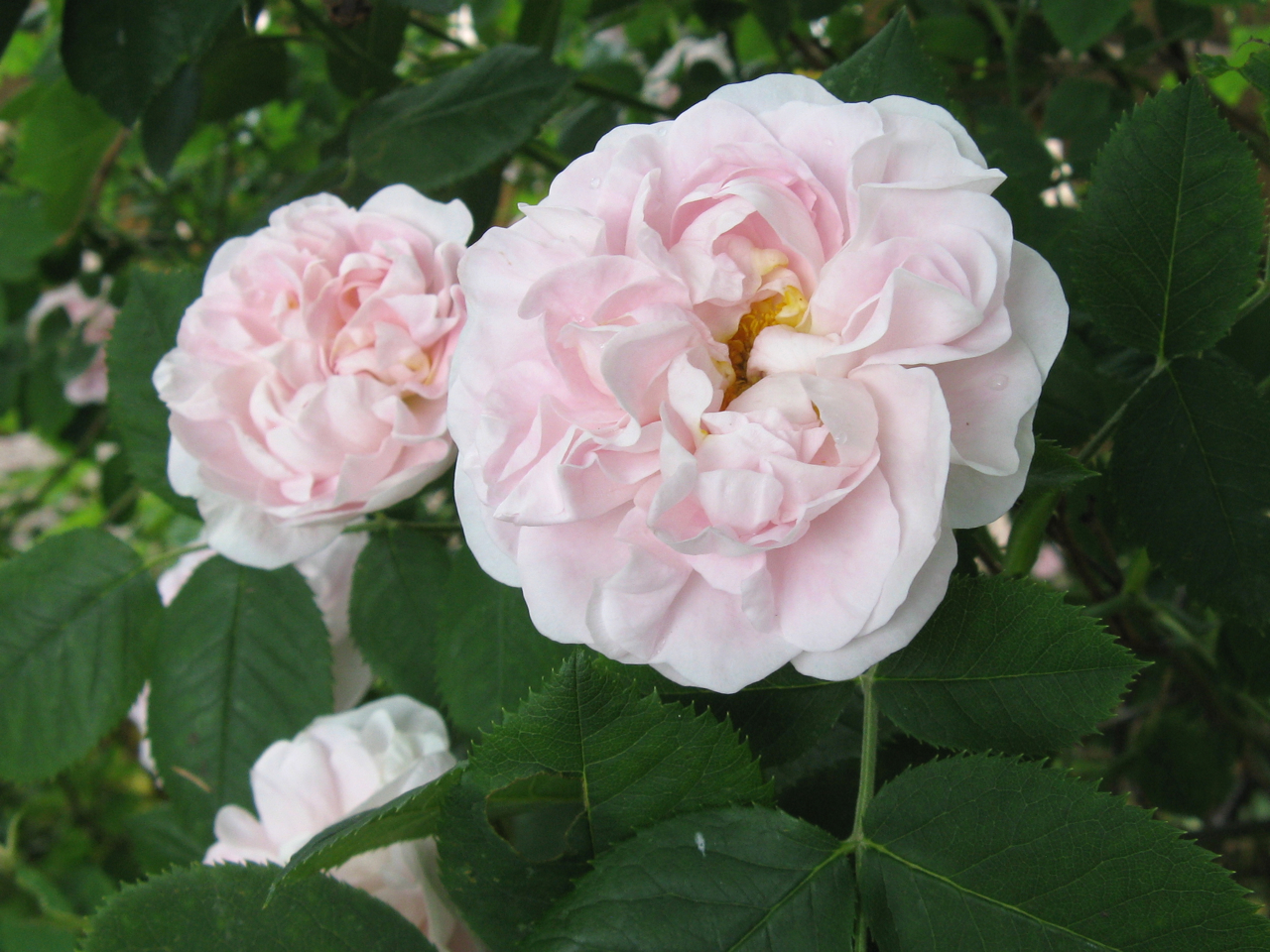
Rosa alba Maiden's Blush (vor 1400)

Im Europa des Hochmittelalters wurden die ersten Gartenrosen aus wilden Rosen kultiviert und bereits im 14. Jahrhundert gab es einige klar unterscheidbare Rosengruppen. In Europa wurden drei Hauptgruppen von Rosen kultiviert: Gallica-Rosen, Alba-Rosen und Damaszener-Rosen, alle einander ziemlich ähnlich, daher wurden die Gruppen oft miteinander verwechselt.
Die weiße Rose des englischen Herrscherhauses York ist eine frühe Alba-Rose. Sie ist nah verwandt mit der Rosa canina. Das konkurrierende Haus Lancaster führt dagegen eine rote Gallica-Rose im Schild. Die eleganten Damaszener-Rosen wurden schon in der Antike in Persien kultiviert, bevor sie, wahrscheinlich durch Kreuzfahrer, nach Europa kamen.
Im 17. bis 18. Jahrhundert kam die Gruppe der Zentifolien durch Bemühungen vorwiegend holländischer Züchter hinzu. Lange Zeit galten die Zentifolien als eine sehr alte Gruppe, jedoch haben sie eine komplexe Abstammung neueren Ursprungs.
Die „alten Rosen“ waren bis zum Ende des 18. Jahrhunderts bis auf wenige Ausnahmen nur einmal blühend: So beschreibt bereits Vergil 50 v. Chr. die „Rose von Paestum“, die möglicherweise mit der heute noch existenten Sorte 'Quatre Saisons' nah verwandt oder identisch sein könnte und ein zweites Mal blühte. Doch erst im Laufe des 19. Jahrhunderts entstanden mit den Teerosen, den Bourbon-Rosen, den Noisette-Rosen, den Portland-Rosen und den Remontant-Rosen neue Rosenklassen, deren Vertreter in der Regel eine zweite Blüte im Spätsommer zeigen.

## Neueste Entwicklung
Mit dem Nostalgie-Trend der letzten Jahre nähern sich die neuesten Sorten den „alten Rosen“ wieder an. Die Rosenzüchter achten bei ihrer Arbeit vermehrt darauf, klassische Sortenmerkmale „alter“ Rosen wie Duft, Blütenform, Blührhythmus, Farbpalette, Wuchsform mit positiven Eigenschaften „moderner“ Rosen zu verbinden. Im Mittelpunkt stehen hier die Resistenz gegenüber Rosenkrankheiten, die Erweiterung des Farbspektrums, sowie eine längere Blühperiode. „Romantische“ Rosensorten wie Englische Rosen wurden aus diesen Überlegungen heraus entwickelt.
Folgende Sorteneigenschaften sind charakteristisch für alte Rosen:
- der Duft: alte Rosen überzeugen durch ihren Duft;
- die Blütenform: breite, flache, schalenförmige, meist dicht gefüllte Blüten;
- der Wuchs: alte Rosensorten wachsen zu stattlichen Sträuchern;
- der Blührhythmus: historische Sorten sind in der Regel einmalblühend;
- die Farbpalette: alte Rosen zeigen weiße, rosa-farbene bis zu purpurrote Blüten, seltener sind Gelbtöne;

Die „Lagerbildung“ zwischen den Anhängern „klassischer“ Rosen und „moderner“ Rosen wird durch die Vielfalt von Eigenschaften bei tausenden neuer Sorten ad absurdum geführt.
David Austin schreibt hierzu: „Die Kluft zwischen diesen beiden Arten von Rosen ist beachtlich. Deshalb gibt es heute unter denen, die Rosen kultivieren, zwei Lager – die einen bevorzugen die alten Rosen, die anderen die modernen Rosen. Das ist sehr schade, denn im Garten ist Platz für viele Rosen.“